# Khối lượng cơ thể người

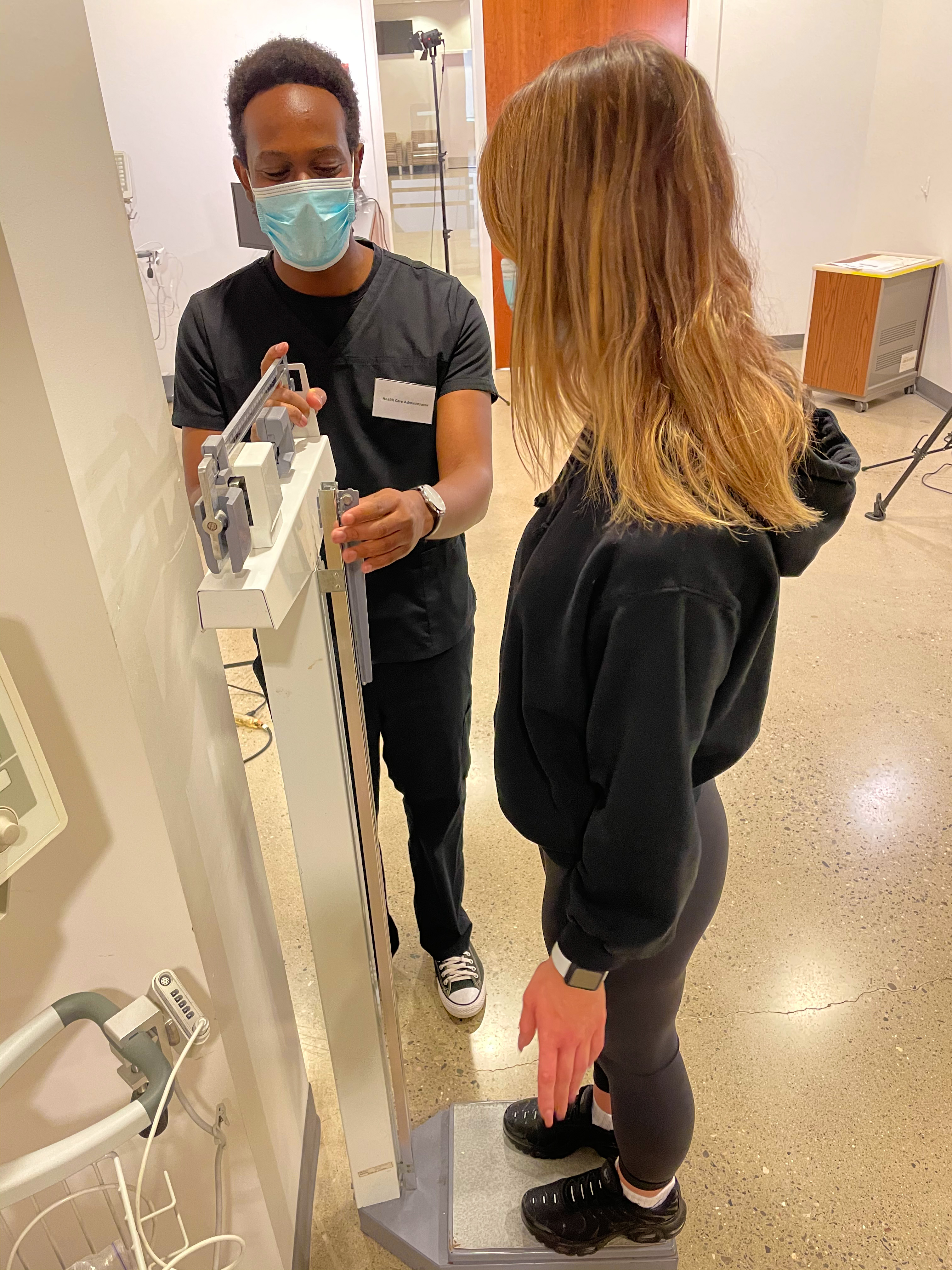
Đo lường thể trọng của một người (chiều cao, cân nặng, khối lượng cơ thể)

Khối lượng cơ thể con người đề cập đến khối lượng của một người. Khối lượng cơ thể (thể trọng) được đo bằng kilogam, thước đo khối lượng chung trên toàn thế giới, mặc dù ở một số quốc gia như Hoa Kỳ, nó được đo bằng pound, hoặc như ở Vương quốc Anh, stone và pound. Hầu hết các bệnh viện, ngay cả ở Hoa Kỳ, hiện sử dụng kilôgam để tính toán, nhưng sử dụng kilôgam và bảng Anh cho các mục đích khác. Nói một cách chính xác, khối lượng cơ thể là số đo khối lượng cơ thể mà không có gì trên người. Thực tế, khối lượng cơ thể có thể được đo khi mặc quần áo, nhưng không có giày hoặc phụ kiện nặng như điện thoại di động và ví và sử dụng cân tay hoặc cân kỹ thuật số. khối lượng cơ thể dư thừa hoặc giảm được coi là một chỉ số xác định sức khỏe của một người, với phép đo thể tích cơ thể cung cấp thêm một chiều bằng cách tính toán phân bố khối lượng cơ thể.

## Ước tính ở trẻ em
Có một số phương pháp để ước tính cân nặng ở trẻ em trong các trường hợp (như trường hợp khẩn cấp) khi cân nặng thực tế không thể đo được. Hầu hết liên quan đến cha mẹ hoặc nhà cung cấp dịch vụ chăm sóc sức khỏe đoán cân nặng của trẻ thông qua các công thức ước tính cân nặng. Những công thức này dựa trên những phát hiện về tuổi của trẻ và hệ thống ước lượng cân nặng dựa trên băng. Trong số nhiều công thức đã được sử dụng để ước tính khối lượng cơ thể, một số công thức bao gồm công thức APLS, công thức Leffler và công thức Theron. Ngoài ra còn có một số loại hệ thống dựa trên băng để ước tính khối lượng của trẻ em, trong đó nổi tiếng nhất là băng Broselow. Băng Broselow dựa trên chiều dài với khối lượng đọc từ vùng màu thích hợp. Các hệ thống mới hơn, chẳng hạn như băng PAWPER, sử dụng quy trình hai bước đơn giản để ước tính khối lượng: ước tính khối lượng theo chiều dài được sửa đổi theo thói quen cơ thể của trẻ để tăng độ chính xác của dự đoán cân nặng cuối cùng.